# Man Ray
Man Ray, seudónimo de Emmanuel Radnitzky (Filadelfia, 27 de agosto de 1890-París, 18 de noviembre de 1976), fue un artista visual franco-estadounidense que pasó la mayor parte de su carrera en París (Francia). Fue un importante contribuyente a los movimientos dadaísta y surrealista, a pesar de que sus vínculos con cada uno eran informales. Trabajó en varios medios pero se consideraba a sí mismo sobre todo pintor. Fue conocido en el mundo artístico sobre todo por su fotografía avant-garde, y también fue un reconocido fotógrafo de retratos y moda.

## Biografía y obra

### Nueva York
Durante su larga carrera artística, procuró que no se conocieran apenas detalles de su vida o familia, incluso llegando a negar que tuviera otro nombre que no fuera Man Ray.
Nació como Emmanuel Radnitzky en Filadelfia, Pensilvania el 27 de agosto de 1890 siendo el hijo mayor de un matrimonio de inmigrantes judíos rusos. Tuvo un hermano y dos hermanas menores y su padre era sastre. A principios de 1912 la familia cambió el apellido a Ray para evitar la discriminación y antisemitismo y entonces Emmanuel, familiarmente llamado 'Manny', cambió también su nombre a Man y comenzó a usar Man Ray como nombre.
Tanto Man como sus hermanos ayudaban a su padre en la sastrería desde niños y su madre completaba los ingresos familiares realizando trabajos de patchwork, colchas hechas de retazos de tela. Man Ray siempre deseó desvincularse de sus orígenes familiares pero claramente la técnica y materiales de sastrería están presentes en su obra desde el principio. Los historiadores del arte notan las similitudes de sus collages con el patchwork. Mason Klein, conservador del Museo Judío de Nueva York, sugiere que el artista pudo ser "el primer artista judío de vanguardia".
Mostró habilidad artística y técnica desde niño, y mientras iba a la escuela, visitaba frecuentemente museos locales, donde estudió las obras de los antiguos maestros. Tras graduarse en el instituto, se le ofreció una beca para estudiar arquitectura, pero la rechazó decidido a seguir camino como artista. Sus padres quedaron un poco decepcionados con su decisión, pero le ayudaron a convertir en estudio un par de habitaciones en la casa familiar. Durante los siguientes cuatro años buscó trabajo como pintor. En Nueva York trabajó como grabador y en una agencia de publicidad, a la vez que asistía a las clases nocturnas de la National Academy of Design. El trabajo superviviente de esta época muestra que seguía el estilo académico del siglo XIX mientras sus primeros contactos con la vanguardia neoyorquina se producen en sus visitas a la galería de Alfred Stieglitz y en las tertulias de los Arensberg.
En 1914 se casó con Adon Lacroix (Donna Lecoeur, 1887-1975), una poetisa anarquista belga. Se separaron en 1919 y se divorciaron formalmente en 1937. Su primera exposición individual tiene lugar en la Daniel Gallery de Nueva York en 1915, con pinturas de influencia cubista. Poco después, junto a Marcel Duchamp y Francis Picabia, funda el movimiento dadá neoyorquino.
En 1918 trabajó con aerógrafos por primera vez sobre papel fotográfico y en 1920, con K. Dreier y M. Duchamp, funda la Société Anonyme, una compañía desde la cual gestionan todo tipo de actividades de vanguardia (exposiciones, publicaciones, instalaciones, películas, conferencias, etc.). Pero para Ray, tal experimentación no era rival para las salvajes y caóticas calles neoyorquinas: "Dadá no puede vivir en Nueva York. Toda Nueva York es dadá y no tolerará un rival."
En 1919 conoce por primera vez a la diseñadora de moda Elsa Schiaparelli en Nueva York. Se conocen a través de Gabrielle Buffet-Picabia. Las dos mujeres se habían conocido en 1916 en el Chicago, el barco que las llevó a Norteamérica. Man Ray conoció a Elsa justo cuando acababa de fundar, junto a Marcel Duchamp y Katherine Dreier el Société Anonyme Inc, un museo de arte contemporáneo basado en el arte Dada. Curiosamente, a pesar de todos los retratos que Man Ray realizó a Elsa Schiaparelli, (más de 20 retratos), no la mencionó en ningún momento en sus memorias, llamadas Self-Portrait.

### París

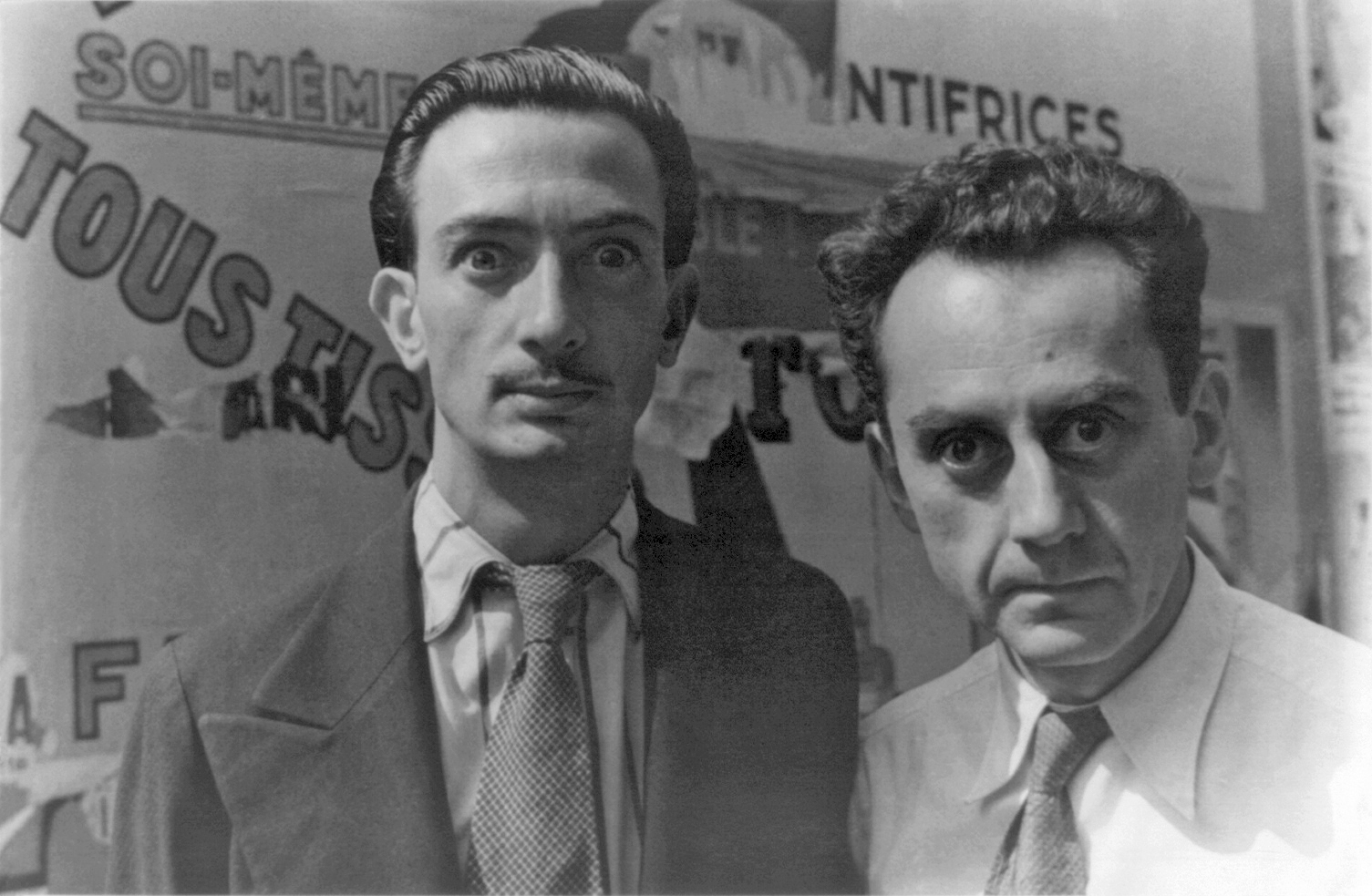
Ray junto a Salvador Dalí en París el 16 de junio de 1934. Fotografía de Carl van Vechten.

Así, en 1921 se instala en París, donde vivirá hasta 1940, y allí centraliza el Dadá parisino. Ante la imposibilidad de vender su obra, Man Ray vuelve a la fotografía. Sus primeras obras experimentales son los Rayographs (rayogramas) de 1921, imágenes fotográficas sacadas sin cámara (imágenes abstractas obtenidas con objetos expuestos sobre un papel sensible a la luz y luego revelado). Hace también retratos, de hecho se convierte en fotógrafo retratista de personalidades de la cultura.
Cuando el surrealismo se separa del dadá en 1924, Ray es uno de sus fundadores y está incluido en la primera exposición surrealista en la galería Pierre de París en 1925.
Realiza esculturas surrealistas siguiendo el modelo del arte encontrado creado por Marcel Duchamp, como Object to be Destroyed (Objeto para ser destruido) de 1923; Man Ray añadió a un metrónomo normal, de 26 cm de altura, la fotografía de un ojo en la aguja. Nueve años después Man Ray es abandonado por su pareja, Lee Miller, a consecuencia de lo cual Man Ray sustituyó el ojo de alguien desconocido por el de su ex amante, y cambió el título del ready-made por el de Objeto de destrucción. En 1957, un grupo de estudiantes destruyeron, en efecto, el metrónomo, pero Man Ray lo reconstruyó en 1963, y lo tituló definitivamente Objeto indestructible, dándole a la obra un giro conceptual. En el Museo Reina Sofía se encuentra una reproducción a escala gigante de esta obra conservada en el Museo de Arte Moderno de Nueva York.
Inspirado por su modelo y amante parisina Alice Prin, conocida como Kiki de Montparnasse, toma la fotografía Le Violon d'Ingres (1924).
En 1929 filma, principalmente en la Villa Noailles, su cortometraje Les Mystères du Château de Dé.
En los años treinta realiza la serie de las solarizaciones, negativos fotográficos expuestos a la luz, y sigue pintando en un estilo surrealista; publica varios volúmenes de fotografías y rayogramas. Hacia finales de los años veinte comienza a realizar películas de vanguardia, como La estrella de mar (1927). En 1936 su obra está presente en la exposición 'Arte Fantástico, Dadá y Surrealismo' del Museo de Arte Moderno de Nueva York.

### Últimos años

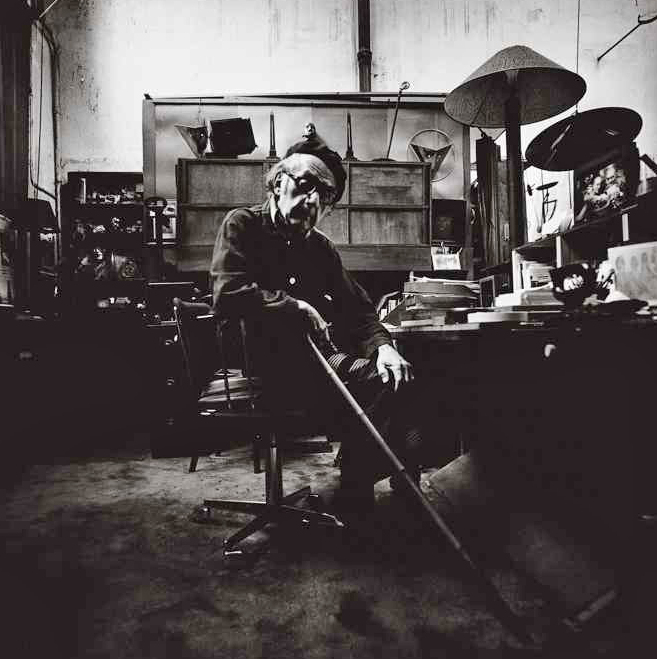
Man Ray en París en 1975. Foto de Lothar Wolleh.

En 1940, escapando de la ocupación nazi de París (1940-1944), se instala en Hollywood y en Nueva York. Durante su estancia en California se gana la vida enseñando como profesor. En 1946 se casó con Juliette Browner, en una doble boda junto con la de Max Ernst y Dorothea Tanning.
La fértil producción de Ray elude categorizaciones netas y refleja su ágil y humorística sensibilidad. Entre pinturas y fotografías hay que incluir películas, objetos, collages, obra gráfica, dibujos, diseño publicitario y moda. Como pionero del dadá y del surrealismo, su aproximación se caracteriza por lo irracional y lo incongruente, provocando erotismo y escándalo. «La búsqueda de la libertad y el placer; eso ocupa todo mi arte», dirá.
Regresó a Francia en 1951. En 1963 publicó su Autobiografía. En 1973, el Metropolitan Museum de Nueva York le dedica una retrospectiva a su obra fotográfica. Muere el 18 de noviembre de 1976, en París, a los 86 años. Sus restos descansan en el Cementerio de Montparnasse.

## Obras
- 1920: L'Enigme d'Isidore Ducasse (‘el enigma de Isidore Ducasse’); reconstruida en 1971.[3]
- 1921: Cadeau (‘regalo’)[4]
- 1925: La arquitectura de tus huesos.
- 1925: Árboles.